# Sebastian Kłaczyński
Sebastian Kłaczyński (ur. 7 października 1989 w Bytomiu) – polski hokeista.

## Życiorys
Jest drugim dzieckiem Ryszarda (byłego prezesa TMH Polonia Bytom) i Grażyny. Został absolwentem IV Liceum Ogólnokształcącego im. Bolesława Chrobrego w Bytomiu. Podjął stdia na katowickiej AWF.
Wychowanek i zawodnik Polonii Bytom do 2018.
Został także zawodnikiem hokeja na rolkach i kadrowiczem reprezentacji Polski.
Po zakończeniu kariery zawodniczej został sędzią hokejowym, zarówno liniowym jak i głównym.

## Sukcesy
Klubowe
- Brązowy medal mistrzostw Polski: 2017 z Polonią Bytom